# Albrecht I của Đức
Albrecht I. von Habsburg (tháng 7 năm 1255 – 1 tháng 5 năm 1308) là vua La Mã, Công tước Áo, và là con trưởng của vua La Mã Rudolf I và Gertrud Anna von Hohenberg.

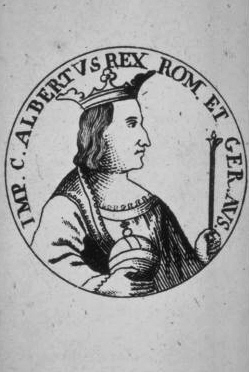
Albrecht I. von Habsburg

Ngày 20 tháng 12 năm 1274 Albrecht kết hôn với Elisabeth, con gái của Bá tước Meinhard II xứ Gorizia-Tyrol. Được tấn phong làm vua La Mã - Đức ngày 24 tháng 8 năm 1298. Bị cháu là Johann Parricida ám hại ngày 1 tháng 5 năm 1308 ở Windish bên dòng sông Reuss.